# Zoltán E. Erdély
Zoltán Emmerich Erdély (* 3. Februar 1918 in Poprad (Deutschendorf); † 4. Januar 2007 in Frankfurt (Main)) war ein deutscher Psychiater, Psychoanalytiker und Buchautor.
Zoltán Erdély hat sich in seinen Schriften mit einem zentralen, aber meist wegen seiner gesellschaftlichen Konsequenzen gemiedenen Thema der Psychoanalyse befasst: mit dem Therapieziel, dem Kriterium für Heilung.

## Leben
Erdély besuchte das Humanistische Gymnasium seiner Geburtsstadt und begann 1936 das Studium der Medizin in Prag. Er musste sein Studium wegen der Zeitumstände mehrfach unterbrechen und promovierte schließlich 1949 in Prag. Anschließend war er dort zunächst Assistenzarzt an der Universitätsklinik, dann Chefarzt auf der Inneren Abteilung einer psychiatrischen Heilanstalt. Erdély litt sehr darunter, dass er seit Ende der 1930er Jahre unter verschiedenen diktatorischen Regimes hatte leben müssen. Er suchte deshalb schon früh Kontakte mit Kollegen im Westen und konnte schließlich 1964 dank der Hilfe des Psychoanalytikers Alexander Mitscherlich mit seiner Familie aus der Tschechoslowakei fliehen. Er begann an Mitscherlichs Frankfurter Sigmund-Freud-Institut eine Ausbildung zum Psychoanalytiker und war dort für sechs Jahre als wissenschaftlicher Assistent tätig. Seit 1970 wirkte er in Frankfurt/Main als Lehr- und Kontrollanalytiker und als niedergelassener Psychoanalytiker in eigener Praxis, die er erst im Jahre 2005, im Alter von 87 Jahren, aufgab.

## Werk
Erdélys erstes Buch, dessen Untertitel Das enteignete Selbst die Thematik, um die es ihm geht, gut trifft, besteht aus fünf Aufsätzen, die sich, „einem Sternmarsch gleich, auf einen Punkt hin bewegen. Und das ist der Leitgedanke: ceterum censeo super-ego esse delendam.“ Dieser Leitgedanke ziele „auf die Befreiung von Menschen, auf das Wieder-Zulassen ihrer individuellen Selbstverwaltung, ihre Befreiung von einer letztlich immer destruktiven, absolutistisch herrschenden, verinnerlichten Instanz, die das Individuum mittels Schuldgefühlen manipuliert und gewöhnlich als Über-Ich bezeichnet wird.“
Erdély berührt mit seinen Untersuchungen und Überlegungen nicht nur eine zentrale psychoanalytische, sondern eine allgemein anthropologische und auch philosophische Frage, die nach der Möglichkeit der Autonomie des Menschen. Er beschreibt anhand von Fallstudien und abstrakt, wie in der frühen Kindheit jedes Menschen die „Enteignung des Selbst“ und seine „Substitution durch das Über-Ich“ vor sich geht. Diese Einpflanzung des Über-Ichs, das die Normen, Werte, Ideale, die Ideologie der jeweiligen Gruppe bzw. Gesellschaft enthält, habe eine lebenslange pathogene Wirkung auf das Individuum, die ihm elementare Erlebens- und Wahrnehmungsmöglichkeiten verwehrt. Therapeutisch sei dem nur bedingt beizukommen: Man könne „das Über-Ich weder wegpredigen noch weganalysieren; auch durch eine Kulturrevolution ist es nicht über Nacht zu beseitigen.“ Doch sei diese psychische Instanz zu erschüttern, auf die Dauer mehr und mehr zu schwächen: „durch Revision ihrer Inhalte, Infragestellen ihrer Existenzberechtigung, ihres Alles-Wissens und -Sehens und durch Zulassung und Stärkung der Sinnlichkeit.“
Mit dieser Zielsetzung gerät Erdély in eine sehr dünne Traditionslinie in der Geschichte der Psychoanalyse. In die gleiche Richtung gingen um 1908 bereits die programmatischen Gedanken von Otto Gross und dem jungen Sándor Ferenczi, später, um 1930, die ausgebildete „Häresie“ von Wilhelm Reich. Diese Denkansätze hatten, da sie sich in einem zentralen Punkt gegen Freuds Lehre richteten, innerhalb der Psychoanalyse keine Chance. Erdély selbst stellt sich nicht in diese Tradition; er beruft sich auf modernere Selbstpsychologen wie Heinz Kohut und Alice Miller sowie auf eigene klinische Erfahrungen. Soweit ersichtlich, scheint er trotz seiner Freud-Kritik und seines „radikalen Anliegens“ mit der organisierten Psychoanalyse nicht in Konflikt geraten zu sein.

## Schriften
- Wie sag ich's meiner Mutter? Das enteignete Selbst. Frankfurt/Main: Suhrkamp 1989 ISBN 3-518-28347-2
- Und die Wirklichkeit – es gibt sie doch. Gießen: Psychosozial-Verlag 1998 ISBN 3-932133-43-9

| Personendaten    | Personendaten                                          |
| ---------------- | ------------------------------------------------------ |
| NAME             | Erdély, Zoltán E.                                      |
| ALTERNATIVNAMEN  | Erdély, Zoltán Emmerich                                |
| KURZBESCHREIBUNG | deutscher Psychoanalytiker, radikaler Selbstpsychologe |
| GEBURTSDATUM     | 3. Februar 1918                                        |
| GEBURTSORT       | Poprad (Deutschendorf)                                 |
| STERBEDATUM      | 4. Januar 2007                                         |
| STERBEORT        | Frankfurt (Main)                                       |